# Gonomyia thambaroo
Gonomyia thambaroo là một loài ruồi trong họ Limoniidae. Chúng phân bố ở miền Australasia.